# Robert Barker (politicus)
Robert L. Barker (Reading, 1987) is een Nederlandse politicus namens de Partij voor de Dieren. Hij is vanaf 2 oktober 2023 wethouder van buitenruimte, dierenwelzijn en milieu in de gemeente Den Haag. Hiervoor was hij raadslid en fractievoorzitter van die partij in de gemeenteraad van Den Haag.

## Levensloop
Van 2004 tot 2008 studeerde Barker eerst Technische Bedrijfskunde en daarna Bestuurskunde aan de Universiteit Twente, met als afstudeerrichting Management, Economie en Recht. Tussen 2009 en 2020 was hij op verschillende functies werkzaam bij het ministerie van Economische Zaken en Klimaat.

### Politieke carrière
In 2014 stond hij voor de Haagse gemeenteraadsverkiezingen op plek 8 van de kandidatenlijst van de Partij voor de Dieren en werd in september geïnstalleerd als fractievertegenwoordiger in de Haagse raad. Bij de gemeenteraadsverkiezingen in 2018 stond hij op plek 2 en werd na de verkiezingen als raadslid geïnstalleerd. Na het vertrek van Christine Teunissen werd hij fractievoorzitter van de tweekoppige fractie. In 2022 was hij lijsttrekker van de partij. De Partij voor de Dieren won drie zetels en werd de vijfde partij van Den Haag. Na de verkiezingen werd hij weer fractievoorzitter.
Als raadslid kwam hij op verschillende momenten in het Nederlandse landelijke nieuws. Zo was hij tegen de privatisering van Eneco en tegen de sloop van een Rijksmonument voor de bouw van de Israëlische ambassade. Verder heeft hij vaak de media te woord gestaan rond het aftreden van burgemeester Krikke en de vreugdevuren. Veel (internationale) publiciteit kreeg hij toen in Den Haag veel spreeuwen dood gingen.
In het najaar van 2023 trad de Partij voor de Dieren voor het eerst toe tot het bestuur van een G4-stad, na het vertrek van de VVD uit de coalitie. Barker werd toen wethouder namens de partij. 
Als wethouder zet hij zich in voor het vergroenen van Den Haag. Tijdens een gemeenteraadsvergadering kreeg hij een klap van een strandondernemer.  Onder zijn verantwoordelijkheid werd Den Haag de eerste stad ter wereld die fossiele reclame verbood en zo kreeg Den Haag veel internationale aandacht. Daarnaast was hij trots als wethouder van de Partij voor de Dieren dat Den Haag verkozen werd tot meest diervriendelijke stad van Nederland.